# 暁の爆撃隊
『暁の爆撃隊』（あかつきのばくげきたい、原題・英語: Suzy）は、1936年に製作・公開されたアメリカ合衆国の映画である。

## 概要
ハーバート・ゴーマンの小説を基にジョージ・フィッツモーリスが監督、ジーン・ハーロウとフランチョット・トーン、ケーリー・グラントが主演した。

## あらすじ
コーラスガールをしていたスージーは、軍需工場の支配人に昇格したテリーと婚約した。
だが、その昇格には裏があり、彼は何者かに襲われた。
テリーの元へ戻ったスージーは夫が死んだと思い込んだが、自分に嫌疑がかかると思い、その場を去った。
その後、パリのキャバレーで働いていたスージーは、将校アンドレと結ばれるが、アンドレは女たらしで、マダム・アイレルと愛し合っていた。
そんな中、フランス軍に最新鋭の飛行機が届く。そして、その開発者はテリーだった。

## キャスト
- スージー：ジーン・ハーロウ
- テリー：フランチョット・トーン
- アンドレ：ケーリー・グラント
- 男爵：ルイス・ストーン

## スタッフ
- 監督：ジョージ・フィッツモーリス
- 製作：モーリス・レヴネス
- 脚本：ドロシー・パーカー、アラン・キャンベル、ホレース・ジャクソン、レノア・J・コフィ
- 音楽：ウィリアム・アクスト
- 撮影：レイ・ジューン
- 編集：ジョージ・ベームラー
- 美術：セドリック・ギボンズ
- 衣裳：ドリー・ツリー
- 録音：ダグラス・シアラー

## アカデミー賞ノミネーション
- 歌曲賞：ウォルター・ドナルドソン（作曲）、ハロルド・アダムソン（作詞）